# Diecéze Aguntum
Diecéze Aguntum je titulární diecéze římskokatolické církve.

## Historie
Aguntum, jehož archeologické naleziště se nachází blízko města Lienz v dnešním Rakousku, bylo starobylé biskupské sídlo nacházející se v někdejší římské provincii Noricum. Bylo sufragánnou patriarchátu Aquileia.
Známe jednoho jistého biskupa tohoto sídla, kterým byl Aron, jenž se roku 579 zúčastnil synody v Gradu. Někteří historici k tomuto sídlu přiřazují biskupa neznámého jména označovaného jako Augustanus episcopus. Je zmíněn v dopise zaslaném císaři Maurikiovi.
Dnes je využívána jako titulární biskupské sídlo; současným titulárním biskupem je Paulo Celso Dias do Nascimento, pomocný biskup arcidiecéze Rio de Janeiro.

## Seznam biskupů
- Neznámý (zmíněn v 6. století)
- Aron (zmíněn roku 579)

## Seznam titulárních biskupů
- Francis Joseph Gossman (1968–1975)
- Josef Plöger (1975–2005)
- Romuald Kamiński (2005–2017)
- Paulo Celso Dias do Nascimento (od 2017)